# Husaren på taket
Husaren på taket (franska: Le hussard sur le toit) är en roman från 1951 av den franske författaren Jean Giono. Den utspelar sig 1832 och handlar om Angelo Pardi, en italiensk husarofficer som är på flykt genom Provence under en pågående koleraepidemi. Boken ingår i Gionos Husarcykel på fem fristående romaner som alla handlar om Pardi, samt en sjätte som handlar om Pardis sonson. Stendhals romaner var en viktig inspirationskälla till alla delarna i sviten.
Husaren på taket gavs ut på svenska 1954 i översättning av Eva Lundquist. En filmatisering i regi av Jean-Paul Rappeneau och med titeln Ryttare på taket hade premiär 1995.